# Brassolis astyra
Brassolis astyra är en fjärilsart som beskrevs av Jean Baptiste Godart 1824. Brassolis astyra ingår i släktet Brassolis och familjen praktfjärilar. Inga underarter finns listade i Catalogue of Life.